# M31-RV
M31-RV är en luminös röd nova i stjärnbilden Andromeda som hade sitt utbrott 1988, vilket liknade det utbrott som V838 Monocerotis hade 2002. Under utbrottet uppnådde både V838 Monocerotis och M31-RV en maximal absolut magnitud på -9,8.
Under 2006 observerades området kring M31-RV med hjälp av rymdteleskopet Hubble, men endast röda jättar noterades. Man tror att stjärnan efter utbrottet antingen blev för liten för Hubble att se, eller att stjärnan är en följeslagare till en av de röda jättarna, eller att stjärnan själv är en av dessa röda jättar. M31-RV nådde en topp i skenbar magnitud av 17 enheter innan den snabbt bleknade och uppvisade stoftbildning. Den mest troliga förklaringen är att sådana utbrott inträffar under stjärnfusioner.